# Francisco Visconti Osorio
Francisco Efraín Visconti Osorio (Caracas, 7 de febrero de 1946) es un militar venezolano alcanzó el rango de General de División en la Fuerza Aérea de Venezuela, y excandidato en las elecciones presidenciales de 2018 en las cuales no fue admitido su postulación. Fue identificado como figura principal de la insurrección durante el golpe de Estado de noviembre de 1992.[cita requerida]

## Golpe de Estado de 1992
Comandó las principales acciones de las fuerzas insurgentes en la Base Aérea El Libertador con el grado de General de Brigada (Aviación). Cuando todo estaba perdido para los insurrectos, pues sus acciones habían sido repelidas con éxito por las tropas leales al presidente Carlos Andrés Pérez, decidió escapar del país a las 3:00 p. m. del 27 de noviembre, junto a un grupo de 93 rebeldes (entre los que se encontraban 41 oficiales, 37 soldados y 15 cadetes) en un avión Hércules C-130 con dirección a Perú, llegando a la ciudad de Iquitos.
Llegados al Perú, el grupo de oficiales insurrectos solicitó asilo político al gobierno de Alberto Fujimori, solicitud que fue concedida y no estuvo exenta de polémica diplomática, pues las relaciones entre ambos países se hallaban suspendidas desde mayo de ese año. 

## Retiro como militar
Visconti regresó a Venezuela en mayo de 1994 para ponerse a derecho y solicitar su baja de la Fuerza Aérea. En junio de ese año su causa fue sobreseída y fue puesto en libertad por el entonces presidente Rafael Caldera. En 1998 se une al Movimiento V República para apoyar la candidatura presidencial de Hugo Chávez, líder de la otra intentona golpista ocurrida en 1992 en Venezuela. Luego del triunfo electoral de Chávez, Visconti se postula como candidato para integrar la Asamblea Nacional Constituyente de Venezuela de 1999, resultando electo.

## Candidato presidencial
El 27 de febrero de 2018 inscribió su candidatura a las elecciones presidenciales en Venezuela, apoyado por el Frente Amplio Nacional Bolivariano, conocido por sus siglas FANB. Declaró que defiende el "ideario bolivariano" original, ya que el presidente Nicolás Maduro no lo representa. Posteriormente, durante el proceso de aceptación de candidatos no fue admitido por el Consejo Nacional Electoral (CNE).